# Leostràtides
Leostràtides (en llatí Leostratides, en grec antic Λεωστράτιδες) fou un argenter d'origen grec que vivia a Roma en temps de Pompeu Magne.
Va executar diverses obres en les que representava batalles i homes armats. Plini (Naturalis Historia XXXIII, 12,55) corromp el seu nom i li diu Laedus Stratiates. El nom original exacte no és conegut i podria ser també Lisistràtides i altres variacions. Leostràtides és simplement el més probable o el més citat.